# Zosterops natalis
Zosterops natalis là một loài chim trong họ Zosteropidae.